# مناطق شهرداری تبریز
شهر تبریز به ۱۰ منطقهٔ شهرداری تقسیم شده است.
این شهر با ۲۴۴٫۵۱ کیلومتر مربع وسعت، چهارمین شهر بزرگ ایران (به لحاظ مساحت) پس از تهران و مشهد و اصفهان محسوب می‌شود.
جمعیت تبریز نیز براساس آخرین سرشماری رسمی در۱۳۹۵ خورشیدی (۲۰۱۶) بالغ بر ۱٬۵۸۴٬۸۵۵ نفر بود.
جمعیت و مساحت هریک از مناطق شهری تبریز به شرح زیر است:
| ردیف | نام منطقه | جمعیت (۱۳۹۵) | مساحت (کیلومتر مربع) |
| ---- | --------- | ------------ | -------------------- |
| *    | تبریز     | ۱٬۵۸۴٬۸۵۵    | ۲۴۴٫۵۱               |
| ۱    | منطقهٔ ۱   | ۲۱۸٬۶۴۷      | ۱۵٫۴۱                |
| ۲    | منطقهٔ ۲   | ۱۹۶٬۵۰۷      | ۲۰٫۸۰                |
| ۳    | منطقهٔ ۳   | ۲۲۹٬۴۷۴      | ۲۷٫۸۵                |
| ۴    | منطقهٔ ۴   | ۳۱۵٬۱۸۳      | ۲۵٫۴۰                |
| ۵    | منطقهٔ ۵   | ۱۳۴٬۶۲۰      | ۳۱٫۵۳                |
| ۶    | منطقهٔ ۶   | ۱۰۸٬۹۵۹      | ۷۲٫۱۸                |
| ۷    | منطقهٔ ۷   | ۱۶۱٬۸۷۳      | ۲۸٫۹۲                |
| ۸    | منطقهٔ ۸   | ۲۹٬۳۸۴       | ۳٫۸۸                 |
| ۹    | منطقهٔ ۹   | ۲٬۲۵۰        | ۸٫۰۳                 |
| ۱۰   | منطقهٔ ۱۰  | ۱۸۷٬۹۵۸      | ۱۰٫۵۱                |

## دورهٔ قاجار (دارالسلطنهٔ تبریز)
شهر تبریز زمانی که ولیعهد نشین قاجاریان بود، به ۲۰ محلهٔ اصلی تقسیم شده بود که برخی از این محله‌ها خودشان نیز به چندین محلهٔ کوچک‌تر تقسیم می‌شدند. این شهر تا سال ۱۲۶۹ خورشیدی، پرجمعیت‌ترین شهر ایران و بزرگ‌تر از تهران بود. نقشهٔ ۲۰ محلهٔ اصلی تبریز در سال ۱۲۵۹ خورشیدی:

## تغییرات جمعیتی
تبریز تا پیش از سال ۱۹۶۴ (۱۳۴۳ خورشیدی)، دومین شهر پرجمعیت ایران پس از تهران محسوب می‌شد. این شهر در سال ۲۰۲۲ (۱۴۰۱ خورشیدی) با ۱٬۶۴۳٬۹۶۰ نفر جمعیت براساس آمار سازمان ملل متحد، پنجمین شهر پرجمعیت ایران پس از تهران، مشهد، اصفهان و شیراز و ۳۴۴ امین شهر پرجمعیت جهان به‌شمار می‌رود. تغییرات جمعیتی تبریز بین سال‌های ۱۹۵۰ تا ۲۰۲۱ به شرح زیر است:
| سال میلادی | سال خورشیدی | جمعیت تبریز | رتبه در ایران | رتبه در جهان | توضیحات                                     |
| ---------- | ----------- | ----------- | ------------- | ------------ | ------------------------------------------- |
| ۱۹۵۰       | ۱۳۲۹        | ۲۳۵٬۱۳۲     | ۲             | ۳۸۵          |                                             |
| ۱۹۵۱       | ۱۳۳۰        | ۲۴۳٬۰۱۹     | ۲             | ۳۸۵          |                                             |
| ۱۹۵۲       | ۱۳۳۱        | ۲۵۱٬۱۸۲     | ۲             | ۳۸۴          |                                             |
| ۱۹۵۳       | ۱۳۳۲        | ۲۵۹٬۵۹۶     | ۲             | ۳۸۷          |                                             |
| ۱۹۵۴       | ۱۳۳۳        | ۲۶۸٬۳۰۳     | ۲             | ۳۸۶          |                                             |
| ۱۹۵۵       | ۱۳۳۴        | ۲۷۷٬۳۰۳     | ۲             | ۳۸۲          |                                             |
| ۱۹۵۶       | ۱۳۳۵        | ۲۸۶٬۶۱۷     | ۲             | ۳۸۰          |                                             |
| ۱۹۵۷       | ۱۳۳۶        | ۲۹۶٬۲۱۸     | ۲             | ۳۸۰          |                                             |
| ۱۹۵۸       | ۱۳۳۷        | ۳۰۶٬۱۵۴     | ۲             | ۳۸۵          |                                             |
| ۱۹۵۹       | ۱۳۳۸        | ۳۱۶٬۴۲۳     | ۲             | ۳۸۶          |                                             |
| ۱۹۶۰       | ۱۳۳۹        | ۳۲۷٬۰۵۲     | ۲             | ۳۸۳          |                                             |
| ۱۹۶۱       | ۱۳۴۰        | ۳۳۸٬۰۰۷     | ۲             | ۳۸۵          |                                             |
| ۱۹۶۲       | ۱۳۴۱        | ۳۴۹٬۳۴۵     | ۲             | ۳۸۴          |                                             |
| ۱۹۶۳       | ۱۳۴۲        | ۳۶۱٬۰۶۳     | ۲             | ۳۸۳          |                                             |
| ۱۹۶۴       | ۱۳۴۳        | ۳۷۳٬۱۹۱     | ۳             | ۳۸۵          | ارتقای رتبهٔ جمعیتی اصفهان نسبت به تبریز     |
| ۱۹۶۵       | ۱۳۴۴        | ۳۸۵٬۶۹۱     | ۳             | ۳۷۸          |                                             |
| ۱۹۶۶       | ۱۳۴۵        | ۳۹۸٬۶۲۸     | ۴             | ۳۸۱          | ارتقای رتبهٔ جمعیتی مشهد نسبت به تبریز       |
| ۱۹۶۷       | ۱۳۴۶        | ۴۱۳٬۶۷۴     | ۴             | ۳۷۵          |                                             |
| ۱۹۶۸       | ۱۳۴۷        | ۴۳۰٬۲۹۸     | ۴             | ۳۷۰          |                                             |
| ۱۹۶۹       | ۱۳۴۸        | ۴۴۷٬۵۴۲     | ۴             | ۳۷۰          |                                             |
| ۱۹۷۰       | ۱۳۴۸        | ۴۶۵٬۵۰۳     | ۴             | ۳۶۶          |                                             |
| ۱۹۷۱       | ۱۳۵۰        | ۴۸۴٬۱۸۴     | ۴             | ۳۵۹          |                                             |
| ۱۹۷۲       | ۱۳۵۱        | ۵۰۳٬۶۴۲     | ۴             | ۳۵۲          | عبور جمعیت تبریز از مرز نیم میلیون نفر      |
| ۱۹۷۳       | ۱۳۵۲        | ۵۲۳٬۸۲۵     | ۴             | ۳۴۴          |                                             |
| ۱۹۷۴       | ۱۳۵۳        | ۵۴۴٬۸۴۷     | ۴             | ۳۴۱          |                                             |
| ۱۹۷۵       | ۱۳۵۴        | ۵۶۶٬۷۱۲     | ۴             | ۳۳۳          |                                             |
| ۱۹۷۶       | ۱۳۵۵        | ۵۸۹٬۴۸۷     | ۴             | ۳۲۵          |                                             |
| ۱۹۷۷       | ۱۳۵۶        | ۶۱۶٬۹۶۱     | ۴             | ۳۱۶          |                                             |
| ۱۹۷۸       | ۱۳۵۷        | ۶۴۸٬۰۷۷     | ۴             | ۳۰۲          |                                             |
| ۱۹۷۹       | ۱۳۵۸        | ۶۸۰٬۷۶۲     | ۴             | ۲۹۸          |                                             |
| ۱۹۸۰       | ۱۳۵۹        | ۷۱۵٬۱۴۴     | ۴             | ۲۹۳          |                                             |
| ۱۹۸۱       | ۱۳۶۰        | ۷۵۱٬۱۶۰     | ۴             | ۲۸۹          |                                             |
| ۱۹۸۲       | ۱۳۶۱        | ۷۸۹٬۰۴۴     | ۴             | ۲۷۷          |                                             |
| ۱۹۸۳       | ۱۳۶۲        | ۸۲۸٬۸۳۸     | ۴             | ۲۷۵          |                                             |
| ۱۹۸۴       | ۱۳۶۳        | ۸۷۰٬۶۹۸     | ۴             | ۲۶۸          |                                             |
| ۱۹۸۵       | ۱۳۶۴        | ۹۱۴٬۵۴۹     | ۴             | ۲۶۰          |                                             |
| ۱۹۸۶       | ۱۳۶۵        | ۹۶۰٬۶۷۳     | ۴             | ۲۴۹          | بالاترین رتبهٔ جهانی جمعیت تبریز در سدهٔ اخیر |
| ۱۹۸۷       | ۱۳۶۶        | ۹۸۸٬۶۸۹     | ۴             | ۲۴۹          |                                             |
| ۱۹۸۸       | ۱۳۶۷        | ۱٬۰۱۱٬۴۴۵   | ۴             | ۲۵۵          | عبور جمعیت تبریز از مرز یک میلیون نفر       |
| ۱۹۸۹       | ۱۳۶۸        | ۱٬۰۳۴٬۶۶۱   | ۴             | ۲۵۶          |                                             |
| ۱۹۹۰       | ۱۳۶۹        | ۱٬۰۵۸٬۴۴۲   | ۴             | ۲۵۵          |                                             |
| ۱۹۹۱       | ۱۳۷۰        | ۱٬۰۸۲٬۷۷۰   | ۴             | ۲۵۸          |                                             |
| ۱۹۹۲       | ۱۳۷۱        | ۱٬۱۰۳٬۷۰۶   | ۴             | ۲۵۶          |                                             |
| ۱۹۹۳       | ۱۳۷۲        | ۱٬۱۲۳٬۶۲۷   | ۴             | ۲۵۶          |                                             |
| ۱۹۹۴       | ۱۳۷۳        | ۱٬۱۴۳٬۹۳۶   | ۴             | ۲۵۵          |                                             |
| ۱۹۹۵       | ۱۳۷۴        | ۱٬۱۶۴٬۶۱۳   | ۴             | ۲۵۹          |                                             |
| ۱۹۹۶       | ۱۳۷۵        | ۱٬۱۸۵٬۶۹۲   | ۴             | ۲۵۹          |                                             |
| ۱۹۹۷       | ۱۳۷۶        | ۱٬۲۰۵٬۲۸۷   | ۴             | ۲۵۹          |                                             |
| ۱۹۹۸       | ۱۳۷۷        | ۱٬۲۲۴٬۶۱۵   | ۴             | ۲۵۹          |                                             |
| ۱۹۹۹       | ۱۳۷۸        | ۱٬۲۴۴٬۲۵۳   | ۴             | ۲۶۶          |                                             |
| ۲۰۰۰       | ۱۳۷۹        | ۱٬۲۶۴٬۲۳۴   | ۴             | ۲۶۶          |                                             |
| ۲۰۰۱       | ۱۳۸۰        | ۱٬۲۸۴٬۴۸۰   | ۴             | ۲۷۰          |                                             |
| ۲۰۰۲       | ۱۳۸۱        | ۱٬۳۰۵٬۰۷۸   | ۴             | ۲۷۱          |                                             |
| ۲۰۰۳       | ۱۳۸۲        | ۱٬۳۲۶٬۰۰۶   | ۴             | ۲۷۴          |                                             |
| ۲۰۰۴       | ۱۳۸۳        | ۱٬۳۴۷٬۳۰۰   | ۴             | ۲۷۴          |                                             |
| ۲۰۰۵       | ۱۳۸۴        | ۱٬۳۶۸٬۸۷۶   | ۴             | ۲۸۰          |                                             |
| ۲۰۰۶       | ۱۳۸۵        | ۱٬۳۹۰٬۸۲۷   | ۴             | ۲۸۷          |                                             |
| ۲۰۰۷       | ۱۳۸۶        | ۱٬۴۱۰٬۷۷۹   | ۵             | ۲۹۲          | ارتقای رتبهٔ جمعیتی کرج نسبت به تبریز        |
| ۲۰۰۸       | ۱۳۸۷        | ۱٬۴۲۹٬۸۹۰   | ۵             | ۳۰۶          |                                             |
| ۲۰۰۹       | ۱۳۸۸        | ۱٬۴۴۹٬۲۰۷   | ۵             | ۳۰۴          |                                             |
| ۲۰۱۰       | ۱۳۸۹        | ۱٬۴۶۸٬۸۱۲   | ۵             | ۳۰۴          |                                             |
| ۲۰۱۱       | ۱۳۹۰        | ۱٬۴۸۸٬۶۸۲   | ۵             | ۳۰۵          |                                             |
| ۲۰۱۲       | ۱۳۹۱        | ۱٬۵۰۳٬۷۲۷   | ۵             | ۳۱۰          | عبور جمعیت تبریز از مرز یک و نیم میلیون نفر |
| ۲۰۱۳       | ۱۳۹۲        | ۱٬۵۱۶٬۵۱۹   | ۵             | ۳۱۴          |                                             |
| ۲۰۱۴       | ۱۳۹۳        | ۱٬۵۲۹٬۴۳۸   | ۵             | ۳۱۴          |                                             |
| ۲۰۱۵       | ۱۳۹۴        | ۱٬۵۴۲٬۴۶۷   | ۵             | ۳۱۶          |                                             |
| ۲۰۱۶       | ۱۳۹۵        | ۱٬۵۵۵٬۶۲۵   | ۶             | ۳۲۴          | ارتقای رتبهٔ جمعیتی شیراز نسبت به تبریز      |
| ۲۰۱۷       | ۱۳۹۶        | ۱٬۵۶۸٬۸۵۹   | ۶             | ۳۲۹          |                                             |
| ۲۰۱۸       | ۱۳۹۷        | ۱٬۵۸۲٬۲۰۶   | ۶             | ۳۳۱          |                                             |
| ۲۰۱۹       | ۱۳۹۸        | ۱٬۵۹۶٬۱۷۱   | ۵             | ۳۳۲          | ارتقای رتبهٔ جمعیتی تبریز نسبت به کرج        |
| ۲۰۲۰       | ۱۳۹۹        | ۱٬۶۱۱٬۱۳۳   | ۵             | ۳۳۵          |                                             |
| ۲۰۲۱       | ۱۴۰۰        | ۱٬۶۲۷٬۳۰۴   | ۵             | ۳۳۸          |                                             |
| ۲۰۲۲       | ۱۴۰۱        | ۱٬۶۴۳٬۹۶۰   | ۵             | ۳۴۴          |                                             |

## منطقهٔ ۱ تبریز
منطقهٔ ۱ (شرق) تبریز یکی از مناطق ده‌گانهٔ شهرداری تبریز است. تغییرات جمعیت این منطقه براساس سرشماری‌های اخیر مرکز آمار ایران به شرح زیر است:
| نام منطقه           | جمعیت (۱۳۸۵) | جمعیت (۱۳۹۰) | جمعیت (۱۳۹۵) |
| ------------------- | ------------ | ------------ | ------------ |
| منطقهٔ ۱ (شرق) تبریز | ۳۱۴٬۰۷۱      | ۲۱۲٬۲۰۶      | ۲۱۸٬۶۴۷      |

محله‌های اصلی شرق تبریز (منطقهٔ ۱) عبارتند از:
1. ایده‌لو
2. بیلانکوه
3. پل سنگی
4. راهنمایی
5. سیلاب
6. صالح‌آباد (سیابان، سیاوان)
7. عباسی
8. قوشخانه (سیلاب قوشخانه)
9. کوی حصارک
10. کوی گلکار
11. کوی وحدت
12. گلپارک
13. ولیعصر
14. یوسف‌آباد

ادارات و سازمان‌های دولتی واقع در شرق تبریز (منطقهٔ ۱) عبارتند از:
1. ادارهٔ جهاد کشاورزی شهرستان تبریز
2. ادارهٔ کل استاندارد و تحقیقات صنعتی استان
3. ادارهٔ کل بهزیستی استان
4. ادارهٔ کل بیمهٔ تأمین اجتماعی استان
5. ادارهٔ کل دادگستری استان
6. ادارهٔ کل راهنمایی و رانندگی استان
7. ادارهٔ کل فرهنگ و ارشاد اسلامی استان
8. ادارهٔ کل منابع طبیعی استان
9. بنیاد شهید و امور ایثارگران استان
10. بنیاد مسکن انقلاب اسلامی استان
11. جمعیت هلال احمر استان
12. سازمان توسعه و عمران عون بن علی
13. سازمان قطار شهری
14. سازمان نظام مهندسی کشاورزی و منابع طبیعی استان
15. شرکت آب منطقه‌ای استان
16. شرکت امور سرمایه‌گذاری و مشارکت
17. شرکت توزیع نیروی برق تبریز
18. شهرداری منطقهٔ ۱
19. شهرداری منطقهٔ ۵

## منطقهٔ ۲ تبریز
منطقهٔ ۲ (جنوب شرق) تبریز یکی از مناطق ده‌گانهٔ شهرداری تبریز است. تغییرات جمعیت این منطقه براساس سرشماری‌های اخیر مرکز آمار ایران به شرح زیر است:
| نام منطقه                | جمعیت (۱۳۸۵) | جمعیت (۱۳۹۰) | جمعیت (۱۳۹۵) |
| ------------------------ | ------------ | ------------ | ------------ |
| منطقهٔ ۲ (جنوب شرق) تبریز | ۲۸۰٬۲۶۱      | ۱۶۹٬۰۴۷      | ۱۹۶٬۵۰۷      |

محله‌های اصلی جنوب شرق تبریز (منطقهٔ ۲) عبارتند از:
1. آبرسان
2. ائل‌گلی (ایل‌گلی، شاه‌گلی)
3. بزرگمهر
4. بهارستان
5. پرواز
6. حافظ
7. دادگستری
8. رجایی‌شهر و ویلاشهر
9. زعفرانیه
10. شمس‌آباد
11. شهید رجایی
12. کوی فردوس
13. گلشهر
14. مخابرات
15. میرداماد
16. ولیعصر جنوبی
17. یاغچیان

ادارات و سازمان‌های دولتی واقع در جنوب شرق تبریز (منطقهٔ ۲) عبارتند از:
1. ادارهٔ کل اوقاف و امور خیریهٔ استان
2. ادارهٔ کل هواشناسی استان
3. دفتر نمایندگی وزارت امور خارجه
4. سازمان پارکها
5. سازمان فرهنگی و هنری شهرداری
6. شرکت آب و فاضلاب استان
7. شرکت آب و فاضلاب روستایی استان
8. شرکت مخابرات استان
9. شهرداری منطقهٔ ۲
10. مدیریت نقشه‌برداری استان
11. مرکز صدا و سیمای استان
12. معاونت مدیریت و برنامه‌ریزی استانداری

## منطقهٔ ۳ تبریز
منطقهٔ ۳ (جنوب) تبریز یکی از مناطق ده‌گانهٔ شهرداری تبریز است. تغییرات جمعیت این منطقه براساس سرشماری‌های اخیر مرکز آمار ایران به شرح زیر است:
| نام منطقه            | جمعیت (۱۳۸۵) | جمعیت (۱۳۹۰) | جمعیت (۱۳۹۵) |
| -------------------- | ------------ | ------------ | ------------ |
| منطقهٔ ۳ (جنوب) تبریز | ۳۲۷٬۷۹۹      | ۲۴۳٬۴۰۰      | ۲۲۹٬۴۷۴      |

محله‌های اصلی جنوب تبریز (منطقهٔ ۳) عبارتند از:
1. اسلام‌آباد
2. امامیه
3. تجلایی
4. چرنداب
5. حکیمی (حکیم نظامی، آخر شهناز)
6. خیابان
7. دانش
8. زنگوله‌باغ
9. ساری زمین
10. طالقانی (شهرک سفیر امید)
11. کوی دانشگاه
12. لکلر
13. مارالان
14. منظریه

ادارات و سازمان‌های دولتی واقع در جنوب تبریز (منطقهٔ ۳) عبارتند از:
1. ادارهٔ کل آموزش و پرورش استان
2. ادارهٔ کل پست استان
3. سازمان آمار و فناوری اطلاعات شهرداری
4. سازمان پایانه‌های مسافربری
5. سازمان تاکسیرانی
6. سازمان عمران
7. سازمان زیباسازی شهرداری
8. سازمان پیشگیری و مدیریت بحران
9. شرکت خانه‌سازی پیش‌ساختهٔ آذربایجان
10. شهرداری تبریز
11. کمیتهٔ امداد امام خمینی استان

## منطقهٔ ۴ تبریز
منطقهٔ ۴ (غرب) تبریز یکی از مناطق ده‌گانهٔ شهرداری تبریز است. تغییرات جمعیت این منطقه براساس سرشماری‌های اخیر مرکز آمار ایران به شرح زیر است:
| نام منطقه           | جمعیت (۱۳۸۵) | جمعیت (۱۳۹۰) | جمعیت (۱۳۹۵) |
| ------------------- | ------------ | ------------ | ------------ |
| منطقهٔ ۴ (غرب) تبریز | ۳۰۱٬۵۶۱      | ۳۱۶٬۱۲۶      | ۳۱۵٬۱۸۳      |

محله‌های اصلی غرب تبریز (منطقهٔ ۴) عبارتند از:
1. آخونی
2. احراب (اهراب)
3. اسکویی
4. امیرباغی (باغ امیر)
5. امیرخیز
6. جمشیدآباد
7. چشمه‌لی داغ
8. چوخورلار
9. چوسدوزان (چوستدوزان)
10. حکم‌آباد
11. حیدرآباد
12. رضوانشهر
13. شتیل باغی
14. شهرک شهید بهشتی
15. قره‌آغاج
16. قمتپه (قوم‌تپه)
17. قوروخ باغی
18. کوچه‌باغ
19. کوره‌باشی
20. کوی فیروز
21. لاک دیزک (لاک دیزج)
22. ملاعلی‌اکبر
23. وزیرآباد

ادارات و سازمان‌های دولتی واقع در غرب تبریز (منطقهٔ ۴) عبارتند از:
1. ادارهٔ کل تعاون، کار و رفاه اجتماعی استان
2. سازمان جهاد کشاورزی استان
3. سازمان خدمات موتوری شهرداری
4. سازمان ورزش
5. شرکت گاز استان
6. شرکت واحد اتوبوسرانی تبریز و حومه
7. شهرداری منطقهٔ ۴

## منطقهٔ ۵ تبریز
منطقهٔ ۵ (شمال شرق) تبریز یکی از مناطق ده‌گانهٔ شهرداری تبریز است. تغییرات جمعیت این منطقه براساس سرشماری‌های اخیر مرکز آمار ایران به شرح زیر است:
| نام منطقه                                 | جمعیت (۱۳۸۵) | جمعیت (۱۳۹۰) | جمعیت (۱۳۹۵) |
| ----------------------------------------- | ------------ | ------------ | ------------ |
| منطقهٔ ۵ (شمال شرق) تبریز                  | ۶۵٬۰۹۲       | ۹۲٬۲۷۴       | ۱۲۶٬۱۲۴      |
| کرکج (الحاق به منطقهٔ ۵ تبریز در سال ۱۳۹۷) | ۸٬۲۲۸        | ۸٬۹۳۱        | ۸٬۴۹۶        |

محله‌های اصلی شمال شرق تبریز (منطقهٔ ۵) عبارتند از:
1. الهیه
2. کوی فرشته
3. کوی نصر
4. بارنج
5. باغمیشه
6. خلعت‌پوشان
7. رشدیه
8. شهید بهشتی
9. کرکج
10. کوی استانداری
11. کوی مرزداران
12. کوی ولی‌امر

هیچ اداره و سازمان دولتی در شمال شرق تبریز (منطقهٔ ۵) مستقر نیست.

## منطقهٔ ۶ تبریز
منطقهٔ ۶ (شمال غرب) تبریز یکی از مناطق ده‌گانهٔ شهرداری تبریز است. تغییرات جمعیت این منطقه براساس سرشماری‌های اخیر مرکز آمار ایران به شرح زیر است:
| نام منطقه                                       | جمعیت (۱۳۸۵) | جمعیت (۱۳۹۰) | جمعیت (۱۳۹۵) |
| ----------------------------------------------- | ------------ | ------------ | ------------ |
| منطقهٔ ۶ (شمال غرب) تبریز                        | ۲۴٬۶۲۷       | ۹۴٬۸۹۷       | ۹۸٬۹۱۰       |
| آناخاتون (الحاق به منطقهٔ ۶ تبریز در سال ۱۳۹۷)   | ۲٬۰۵۲        | ۶٬۸۱۲        | ۸٬۲۸۸        |
| الوار علیا (الحاق به منطقهٔ ۶ تبریز در سال ۱۳۹۷) | ۱٬۳۰۹        | ۱٬۱۴۲        | ۱٬۷۶۱        |

محله‌های اصلی شمال غرب تبریز (منطقهٔ ۶) عبارتند از:
1. آناخاتون
2. الوار علیا
3. خانه‌های سازمانی نیروی هوایی
4. خطیب
5. شنب غازان (شام غازان)
6. شهرک امام خمینی (خانه‌سازی)
7. شهرک راه‌آهن
8. قراملک
9. قره‌لر باغی
10. شهرک شهید صیاد شیرازی

ادارات و سازمان‌های دولتی واقع در شمال غرب تبریز (منطقهٔ ۶) عبارتند از:
1. ادارهٔ کل آموزش فنی و حرفه‌ای استان
2. ادارهٔ کل پشتیبانی امور دام استان
3. ادارهٔ کل راه و ترابری استان
4. ادارهٔ کل راه‌آهن آذربایجان
5. ادارهٔ کل فرودگاه‌های استان
6. ادارهٔ کل گمرکات استان
7. شهرداری منطقهٔ ۶

### جغرافیا
شهرداری منطقهٔ شش تبریز، قسمت بزرگی از نواحی شمال‌غربی شهر تبریز را دربرمی‌گیرد. محدودهٔ حوزهٔ استحفاظی این منطقه از سمت شمال از میدان شهید بابایی تا شهرک شهید صیاد شیرازی ادامه می‌یابد و فرودگاه بین‌المللی شهید مدنی تبریز و پایگاه دوم شکاری شهید فکوری را شامل می‌شود. از سمت جنوب به بزرگراه شهید بابایی و باغات محلهٔ حکم‌آباد منتهی می‌شود. از سمت غرب به بزرگراه کارگر و سرحد غربی شهرداری منطقهٔ چهار ختم می‌شود و از سمت شرق نیز از جادهٔ روستای مایان و سه‌راهی مرند تا میدان راه‌آهن را شامل می‌شود. محلهٔ تاریخی شنب غازان، محلهٔ تاریخی قراملک، شهرک راه‌آهن، شهرک شهید بهشتی (خانه‌های سازمانی شرکت ماشین‌سازی تبریز) در این منطقه قرار گرفته‌اند.

### شهرداری
ساختمان شهرداری منطقهٔ شش تبریز، در ضلع شرقی بزرگراه کارگر واقع شده‌است. شمار پرسنل این شهرداری در سال ۱۳۸۶ خورشیدی، ۱۰۶ نفر بوده است.

## منطقهٔ ۷ تبریز
منطقهٔ ۷ (جنوب غرب) تبریز یکی از مناطق ده‌گانهٔ شهرداری تبریز است. تغییرات جمعیت این منطقه براساس سرشماری‌های اخیر مرکز آمار ایران به شرح زیر است:
| نام منطقه                                    | جمعیت (۱۳۸۵) | جمعیت (۱۳۹۰) | جمعیت (۱۳۹۵) |
| -------------------------------------------- | ------------ | ------------ | ------------ |
| منطقهٔ ۷ (جنوب غرب) تبریز                     | ۴۸٬۴۵۴       | ۱۴۳٬۴۶۰      | ۱۵۵٬۸۷۲      |
| کوجووار (الحاق به منطقهٔ ۷ تبریز در سال ۱۳۹۷) | ۵٬۶۶۱        | ۵٬۹۶۵        | ۶٬۰۰۱        |

محله‌های اصلی جنوب غرب تبریز (منطقهٔ ۷) عبارتند از:
1. آخماقیه (شهرک شهید چمران)
2. اشرفی لاله (لاله)
3. برادران
4. بهاران
5. خلجان
6. دیزل‌آباد
7. رسالت
8. رواسان
9. شهرک اندیشه
10. شهید باکری
11. قوروخ کوشنی
12. کوجووار
13. کوی لاله
14. کوی مکرر
15. نور

ادارات و سازمان‌های دولتی واقع در جنوب غرب تبریز (منطقهٔ ۷) عبارتند از:
1. ادارهٔ کل کتابخانه‌های عمومی استان
2. سازمان آرامستان‌ها
3. شهرداری منطقهٔ ۳
4. شهرداری منطقهٔ ۷
5. کانون پرورش فکری کودکان و نوجوانان استان

### مراکز تفریحی
منطقهٔ ۷ شهرداری تبریز، به دلیل واقع‌شدن در ابتدای ورودی جنوب غربی تبریز، بوستان‌های متعددی را در خود گنجانده‌است. از جملهٔ این بوستان‌ها می‌توان به بوستان‌های آخماقیه، پونک، چشم‌انداز، ستارخان، صفا و نیلوفر اشاره کرد.

### مراکز فرهنگی
«کتابخانهٔ عمومی شهید خلیل فاتح» که به تازگی افتتاح گردیده است، تنها کتابخانهٔ عمومی در سطح منطقهٔ ۷ تبریز محسوب می‌گردد.
«خانهٔ فرهنگ اندیشه» نیز یکی دیگر از مراکز فرهنگی منطقهٔ ۷ تبریز است که در تیرماه سال ۱۳۸۵ خورشیدی افتتاح شده است.

### صنعت
منطقهٔ ۷ شهرداری تبریز، یکی از مراکز بزرگ صنعتی در شهر تبریز و حتی در کل ایران محسوب می‌شود. مراکز متعدد صنعتی، از جمله کارخانجات شرکت تراکتورسازی ایران، پالایشگاه نفت تبریز، نیروگاه حرارتی و گازی تبریز، پتروشیمی تبریز و ... در این منطقه فعالیت می‌کنند.

## منطقهٔ ۸ تبریز
منطقهٔ ۸ (مرکز) تبریز یکی از مناطق ده‌گانهٔ شهرداری تبریز است. تغییرات جمعیت این منطقه براساس سرشماری‌های اخیر مرکز آمار ایران به شرح زیر است:
| نام منطقه            | جمعیت (۱۳۸۵) | جمعیت (۱۳۹۰) | جمعیت (۱۳۹۵) |
| -------------------- | ------------ | ------------ | ------------ |
| منطقهٔ ۸ (مرکز) تبریز | ۱۷٬۰۷۰       | ۲۸٬۷۰۰       | ۲۹٬۳۸۴       |

محله‌های اصلی مرکز تبریز (منطقهٔ ۸) عبارتند از:
1. بازار
2. بالاحمام
3. تربیت
4. خاقانی
5. راست‌کوچه (راسته‌کوچه)
6. مقصودیه

ادارات و سازمان‌های دولتی واقع در مرکز تبریز (منطقهٔ ۸) عبارتند از:
1. اتاق بازرگانی، صنایع و معادن تبریز
2. ادارهٔ کل امور اقتصادی و دارایی استان
3. ادارهٔ کل ثبت احوال استان
4. ادارهٔ کل ثبت اسناد و املاک استان
5. ادارهٔ کل حمل و نقل و پایانه‌های استان
6. ادارهٔ کل دخانیات استان
7. استانداری آذربایجان شرقی
8. سازمان آتش‌نشانی و خدمات ایمنی
9. سازمان حمل و نقل و ترافیک
10. شرکت برق منطقه‌ای آذربایجان
11. شرکت عمران و توسعهٔ آذربایجان
12. فرمانداری تبریز
13. فرماندهی نیروی انتظامی استان

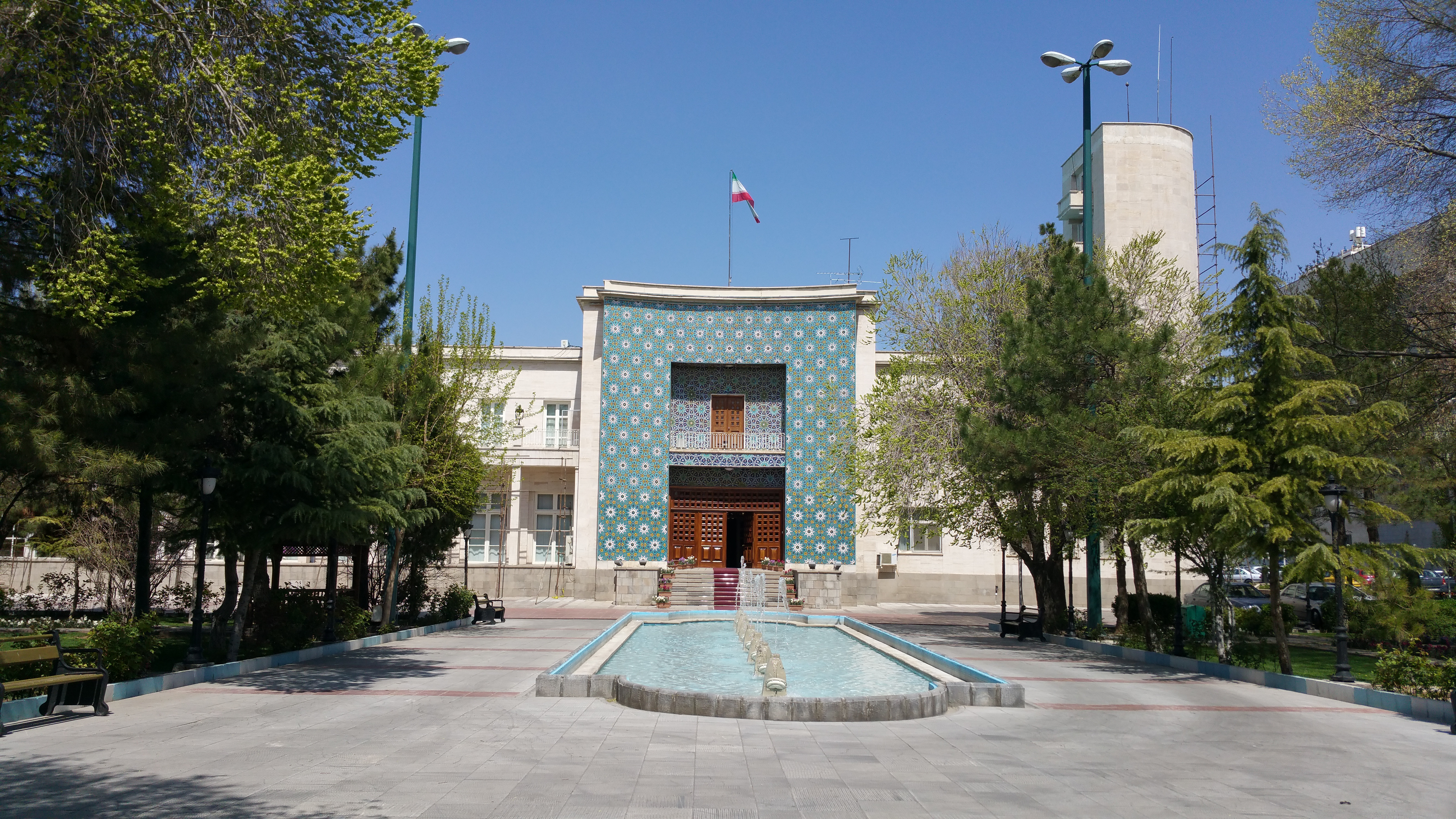
استانداری آذربایجان شرقی

منطقه هشت، مهم‌ترین آثار تاریخی و باستانی شهر تبریز، همانند بازار تبریز، مسجد کبود، مسجد جامع تبریز، ارگ تبریز، کاخ شهرداری تبریز و ... را در خود جای داده است. محله‌های قدیمی شهر تبریز همانند «راسته‌کوچه»، «چهارمنار»، «سنجران»، «میارمیار»، «دوه‌چی»، «سرخاب»، ایچری‌ارمنستان و نیز همهٔ دروازه‌های تاریخی شهر تبریز، شامل «دمیرقاپی»، «درب باغمیشه»، «درب سرخاب»، «درب دوه‌چی»، «درب استانبول»، «درب گجیل»، «قالاقاپوسی»، «درب نوبر» و «درب خیابان» در این منطقه ساخته شده‌اند. ولی بر اثر حوادث طبیعی، تنها درب خیابان سالم باقی مانده است و بقیهٔ درب‌ها به طور کلی ویران شده‌اند و هم‌اکنون اثری از آن‌ها برجای نمانده است.
همچنین، محله‌های ثروتمندنشین شهر تبریز که اشراف و بزرگان شهر در آن‌ها سکونت داشته‌اند و دارند، در این منطقه واقع شده‌اند. از میان این محله‌ها می‌توان به کوی امام جمعه، کوی اسلامیه، کوی انگج، کوچه حرمخانه، کوی عین‌الدوله، کوی کرباسی، کوی کلکته‌چی، کوی مجتهد، کوی مجیدالملک، کوی مسجد جامع، کوی میارمیار و کوی ارمنستان اشاره کرد.
برطبق شواهد، درگذشته ایپک‌یولی (راه ابریشم) از این منطقه عبور می‌کرده است و باعث رونق تبریز بوده است. مهم‌ترین کلیساهای ارامنهٔ آذربایجان، همچون کلیساهای «مریم مقدس»، «سن‌ونسان»، «کاتولیک‌ها» و ... در این منطقه واقع شده‌اند. مهم‌ترین موزه‌های استان آذربایجان شرقی و شهر تبریز، همانند «موزه آذربایجان»، «موزه مشروطه»، «موزه قرآن و کتابت»، «موزه فرش» و «موزه ارامنه» نیز در این منطقه واقع شده‌اند.

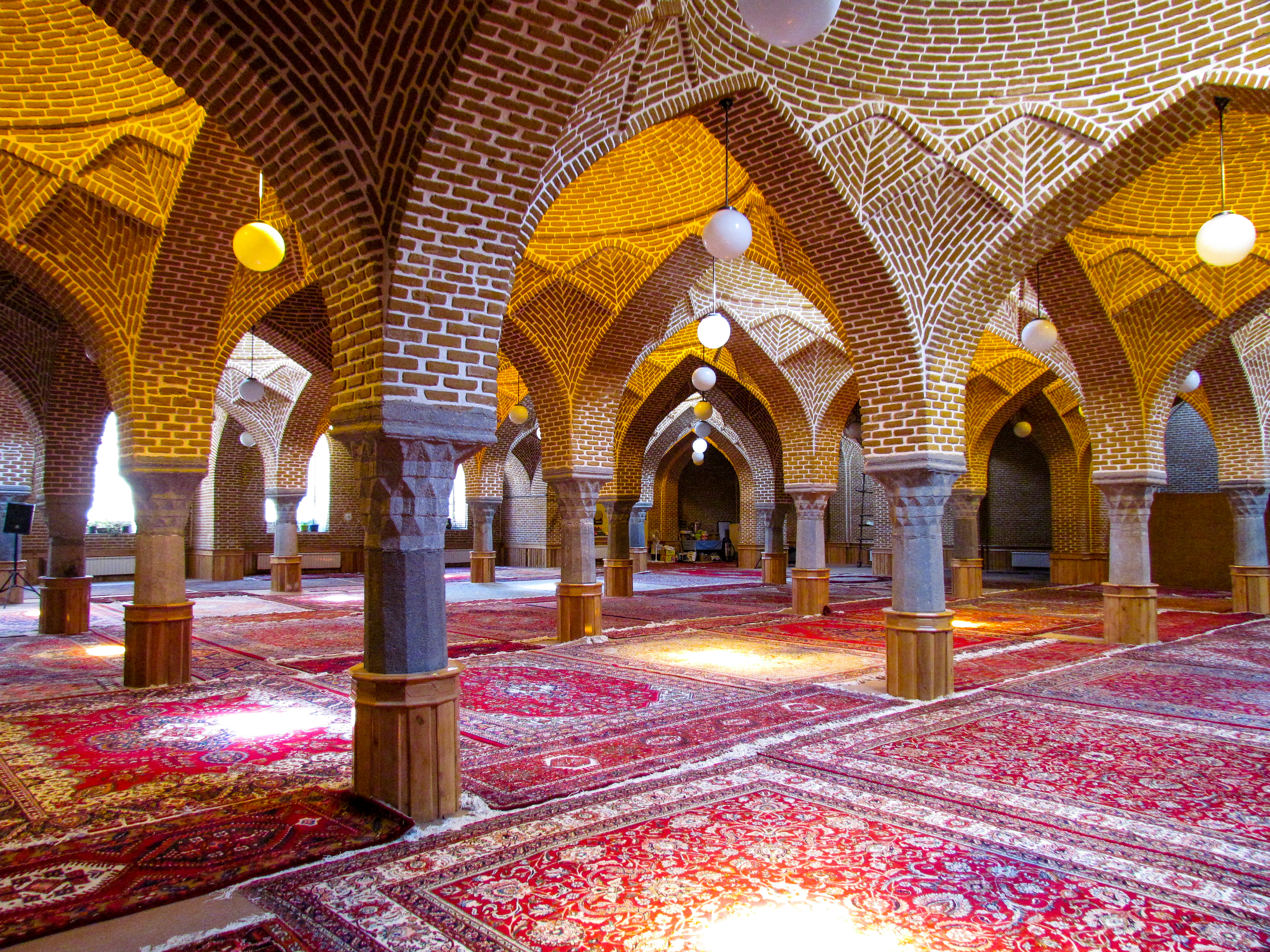
مسجد جامع تبریز
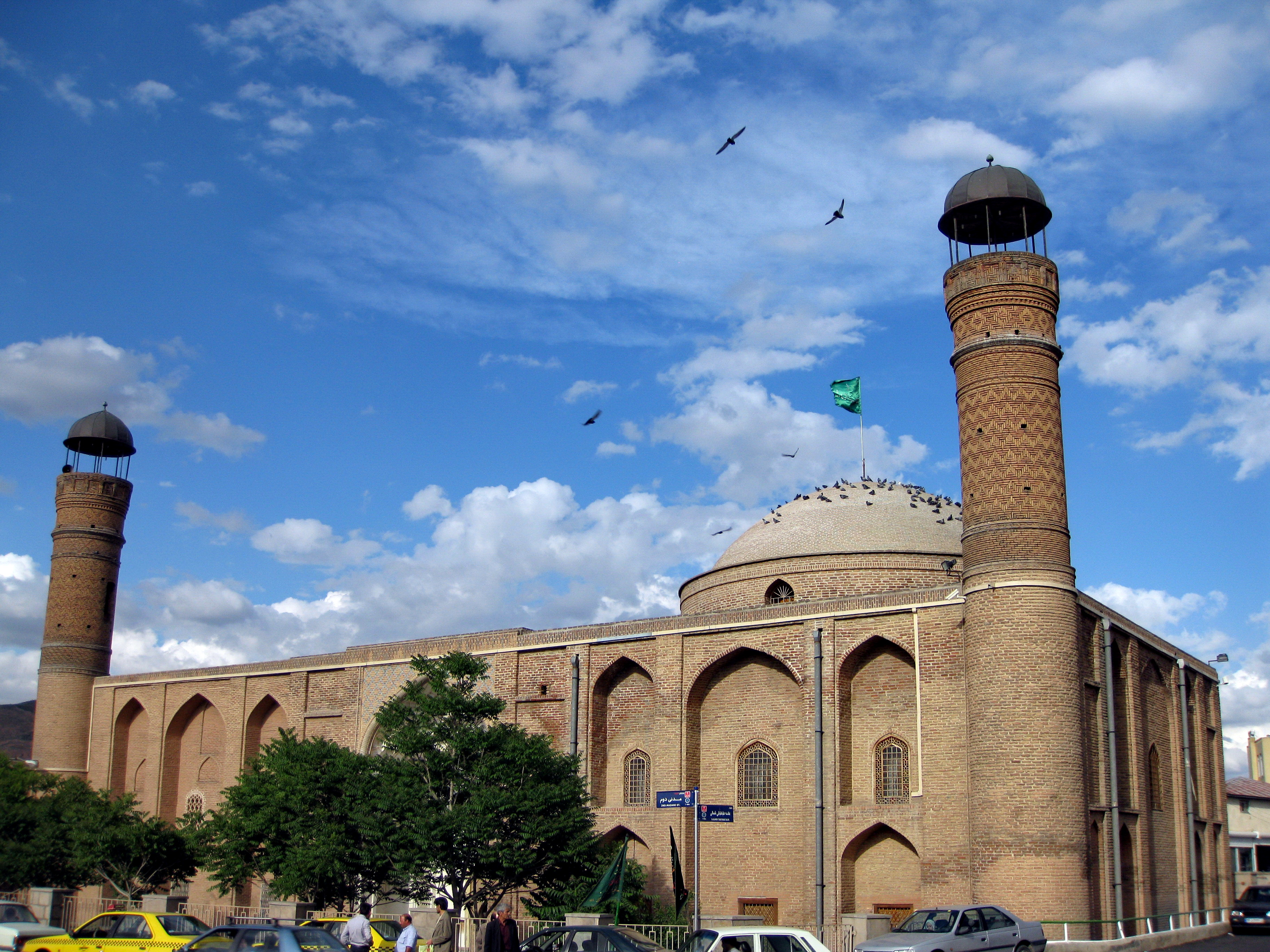
مسجد صاحب‌الامر (موزهٔ قرآن و کتابت)
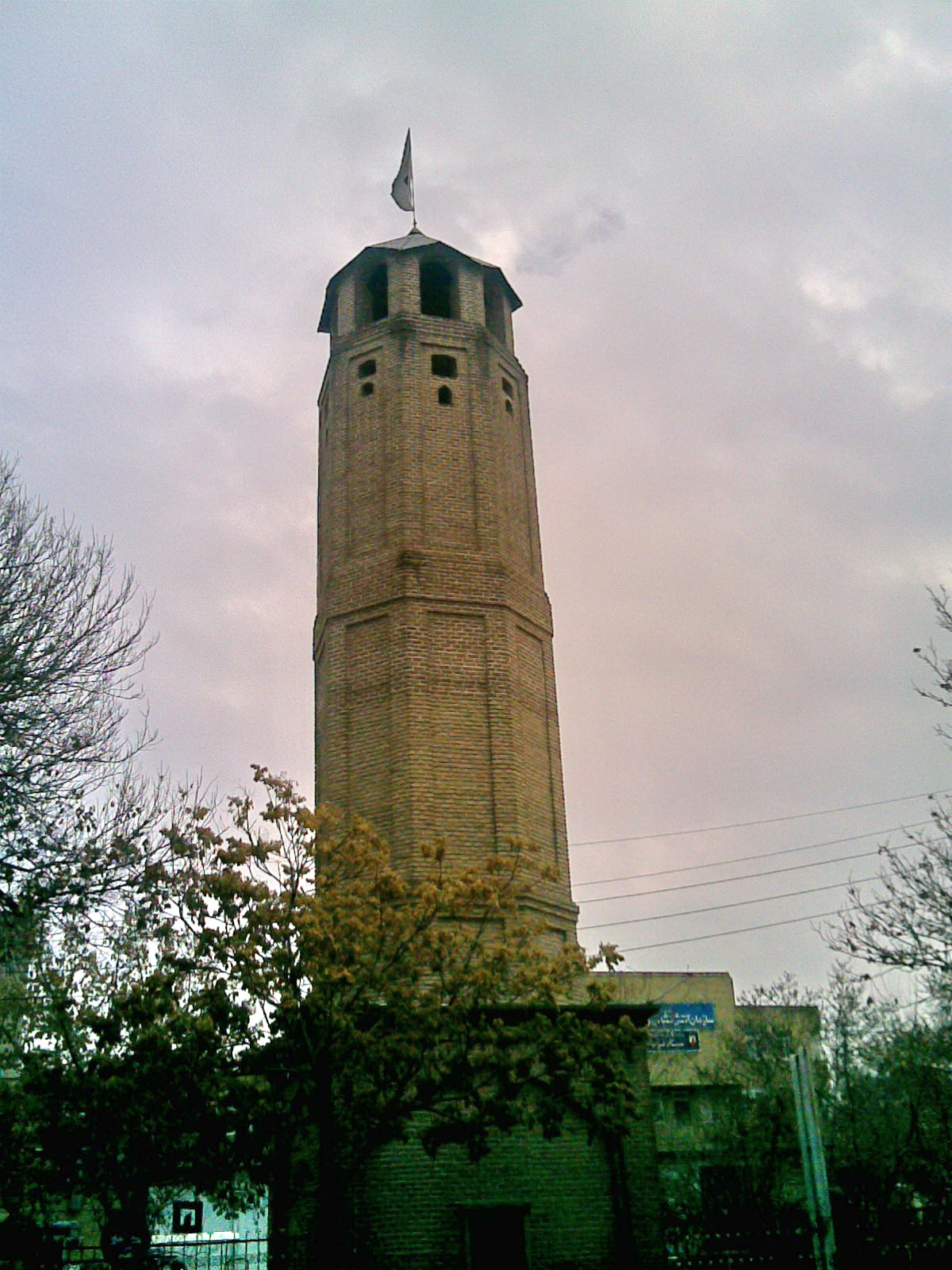
برج آتش‌نشانی تبریز (برج یانقین)
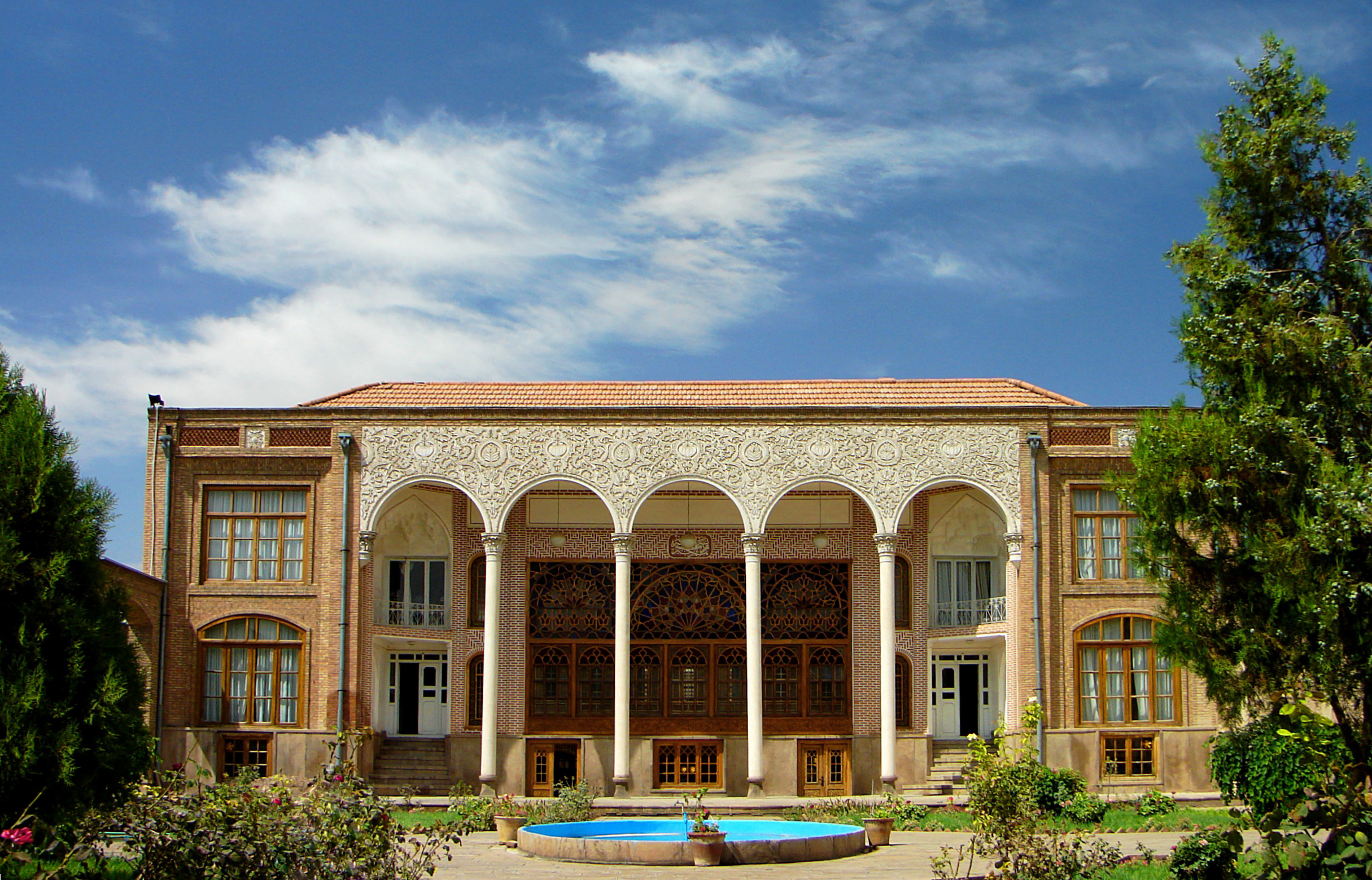
خانهٔ بهنام (دانشکدهٔ معماری و شهرسازی)
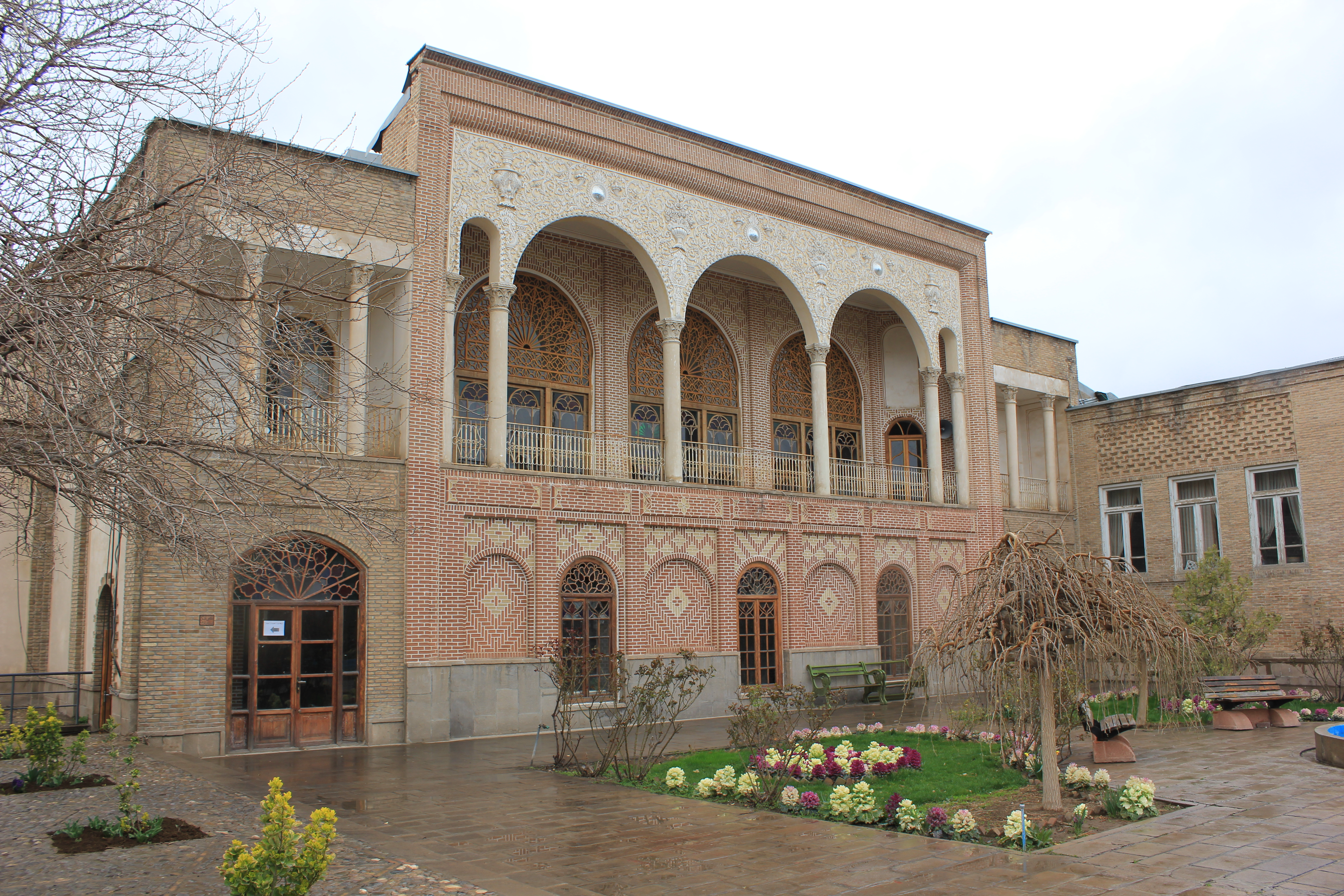
خانهٔ قدکی (دانشکدهٔ معماری و شهرسازی)
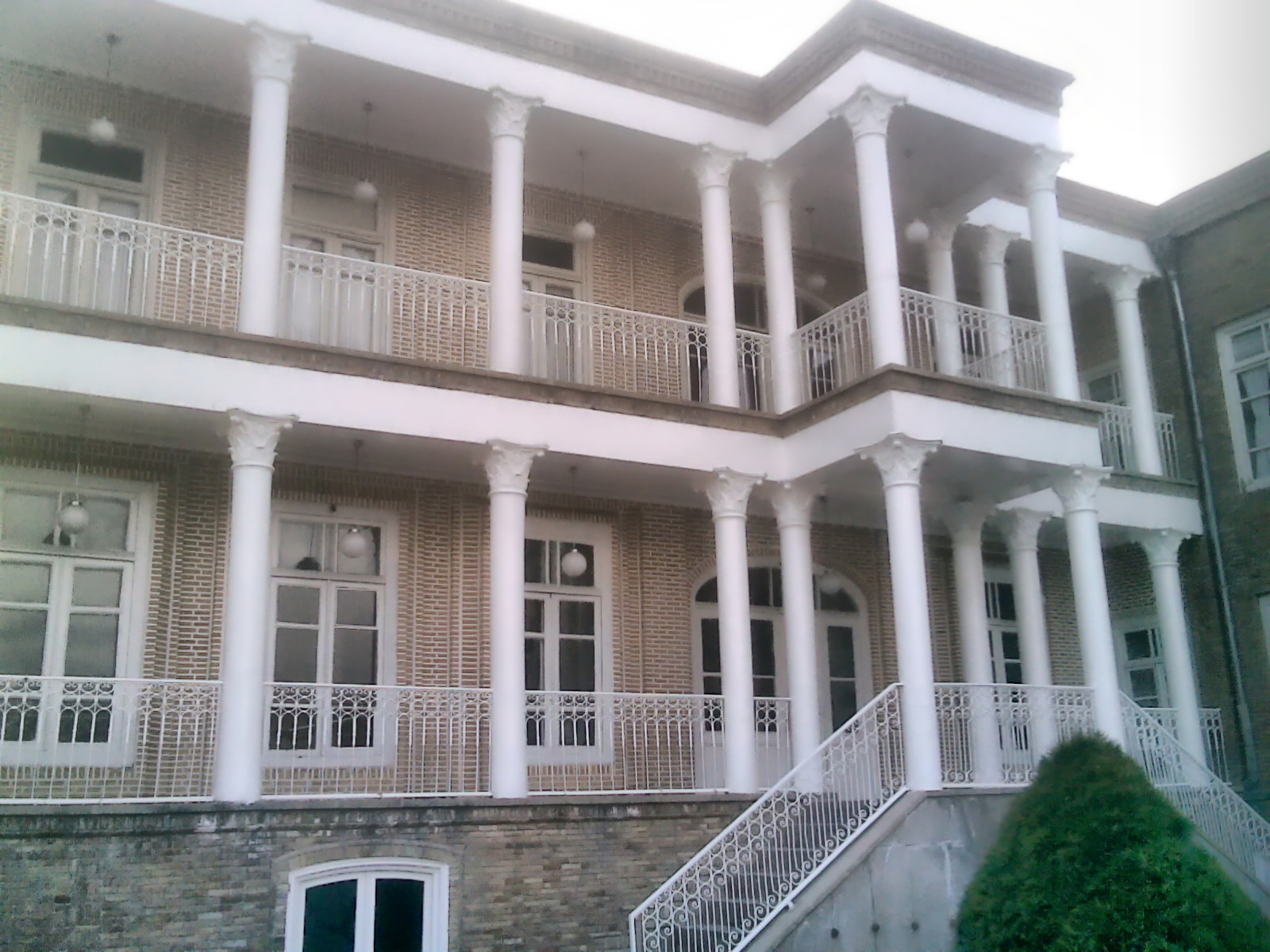
خانهٔ گنجه‌ای‌زاده (دانشکدهٔ معماری و شهرسازی)
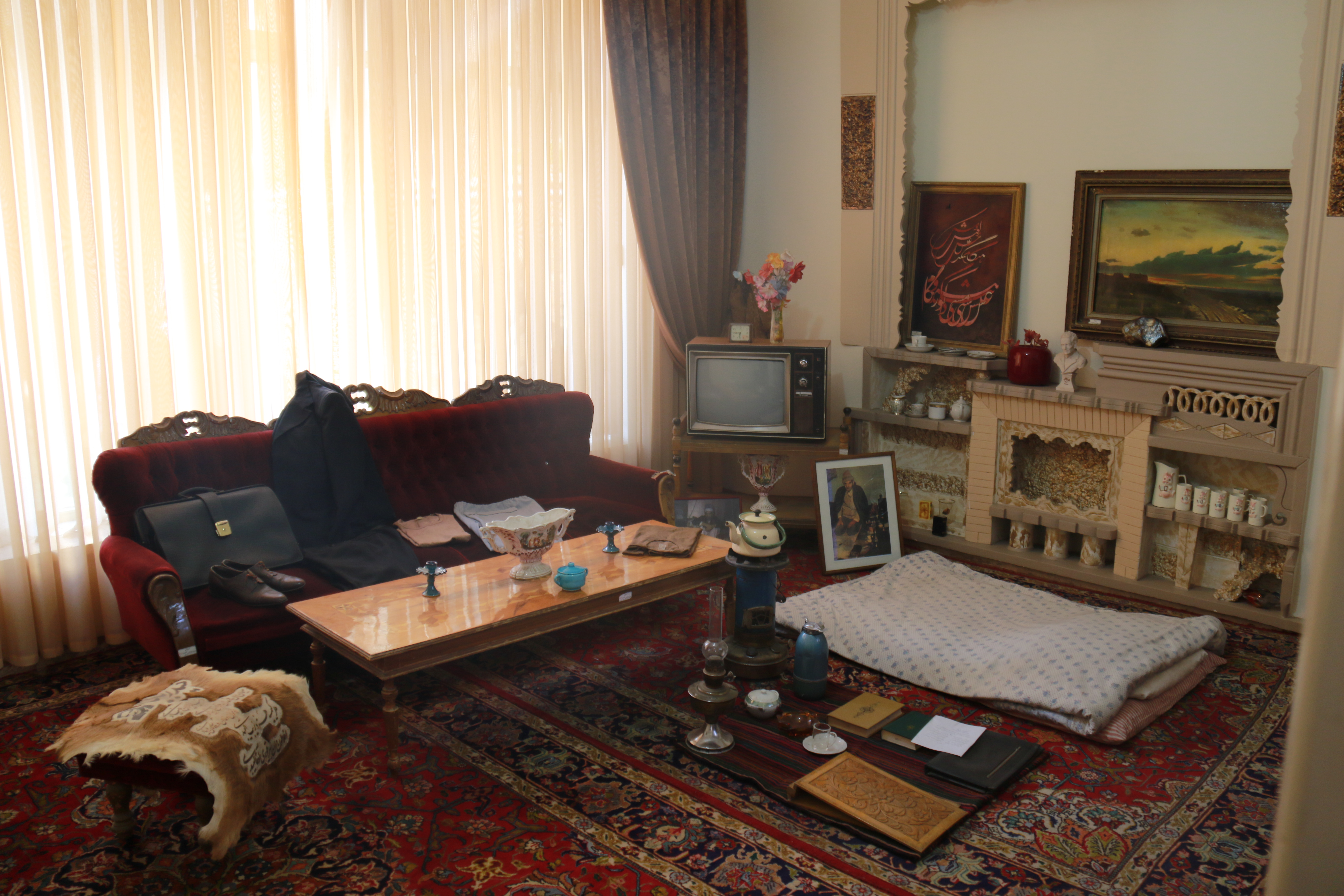
خانهٔ استاد شهریار
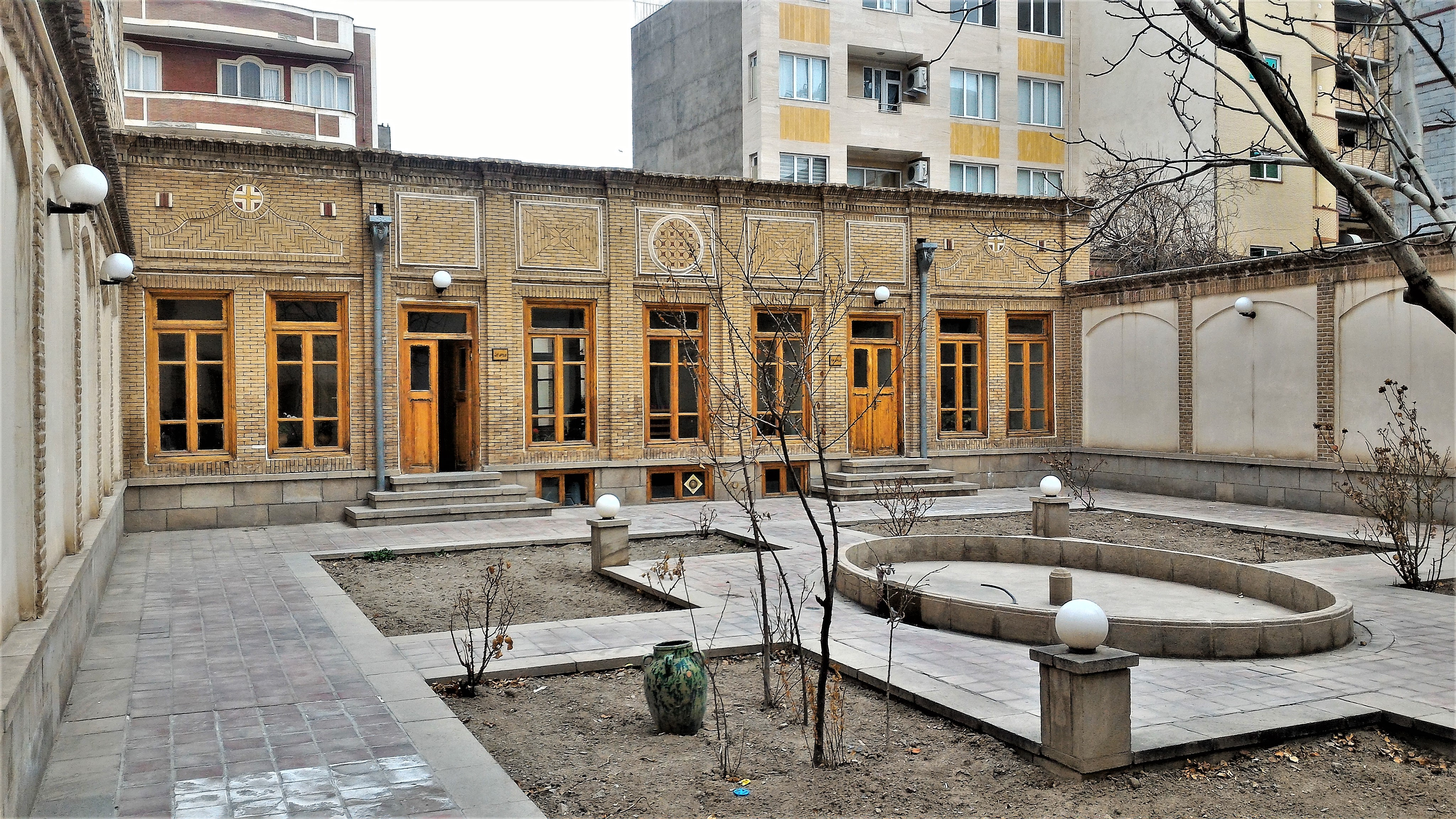
خانهٔ شیخ محمد خیابانی
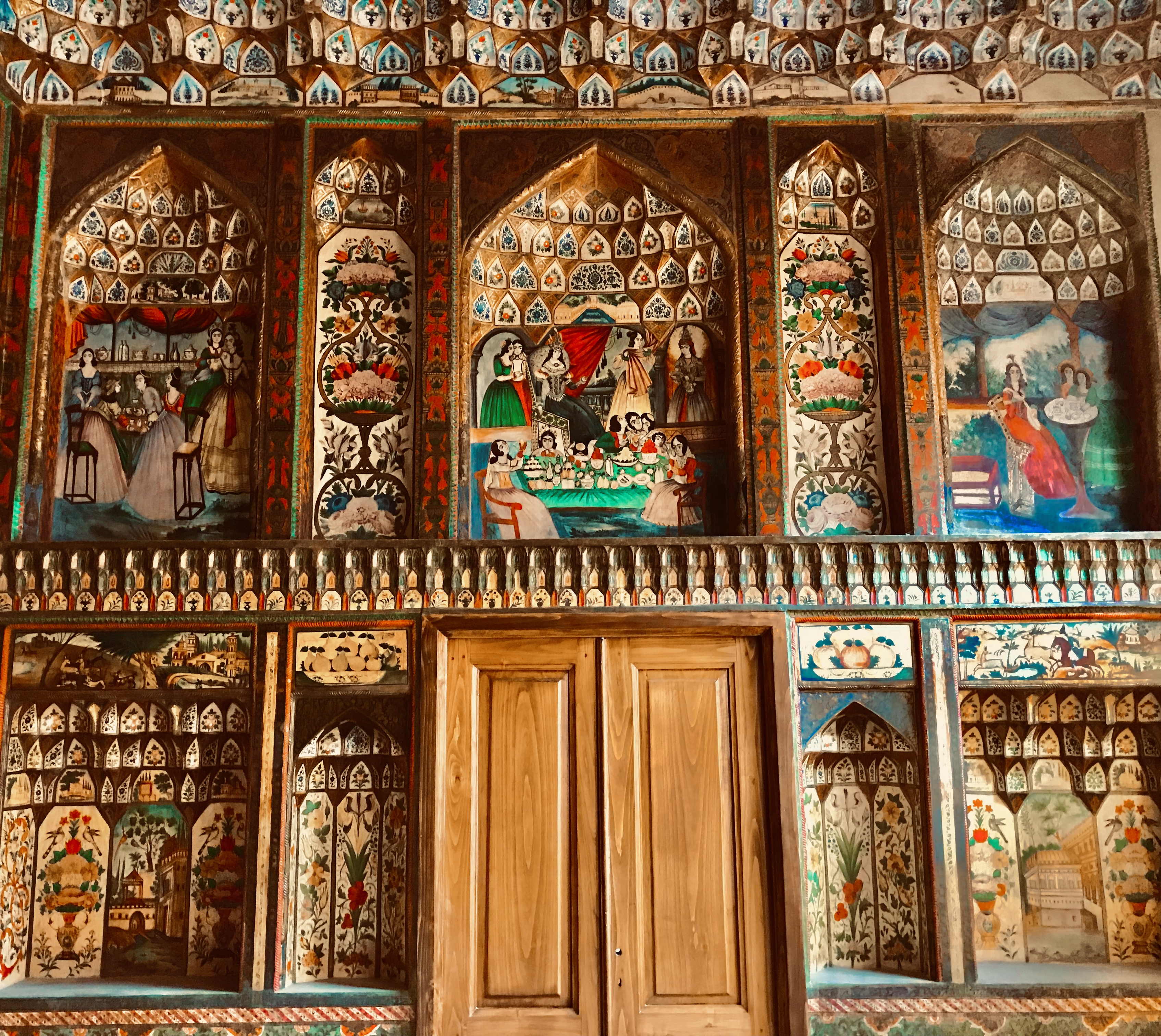
خانهٔ حریری
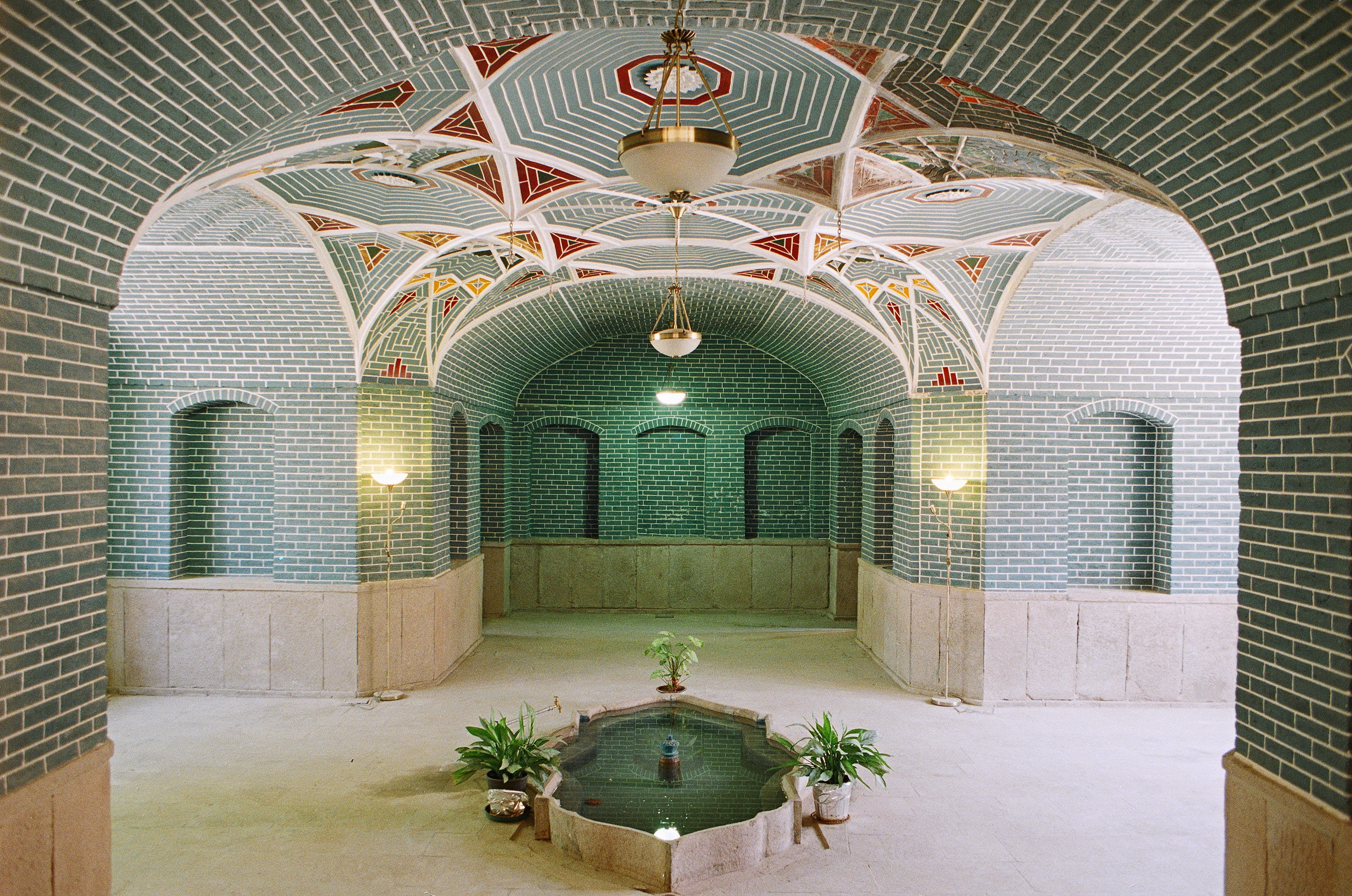
خانهٔ حیدرزاده
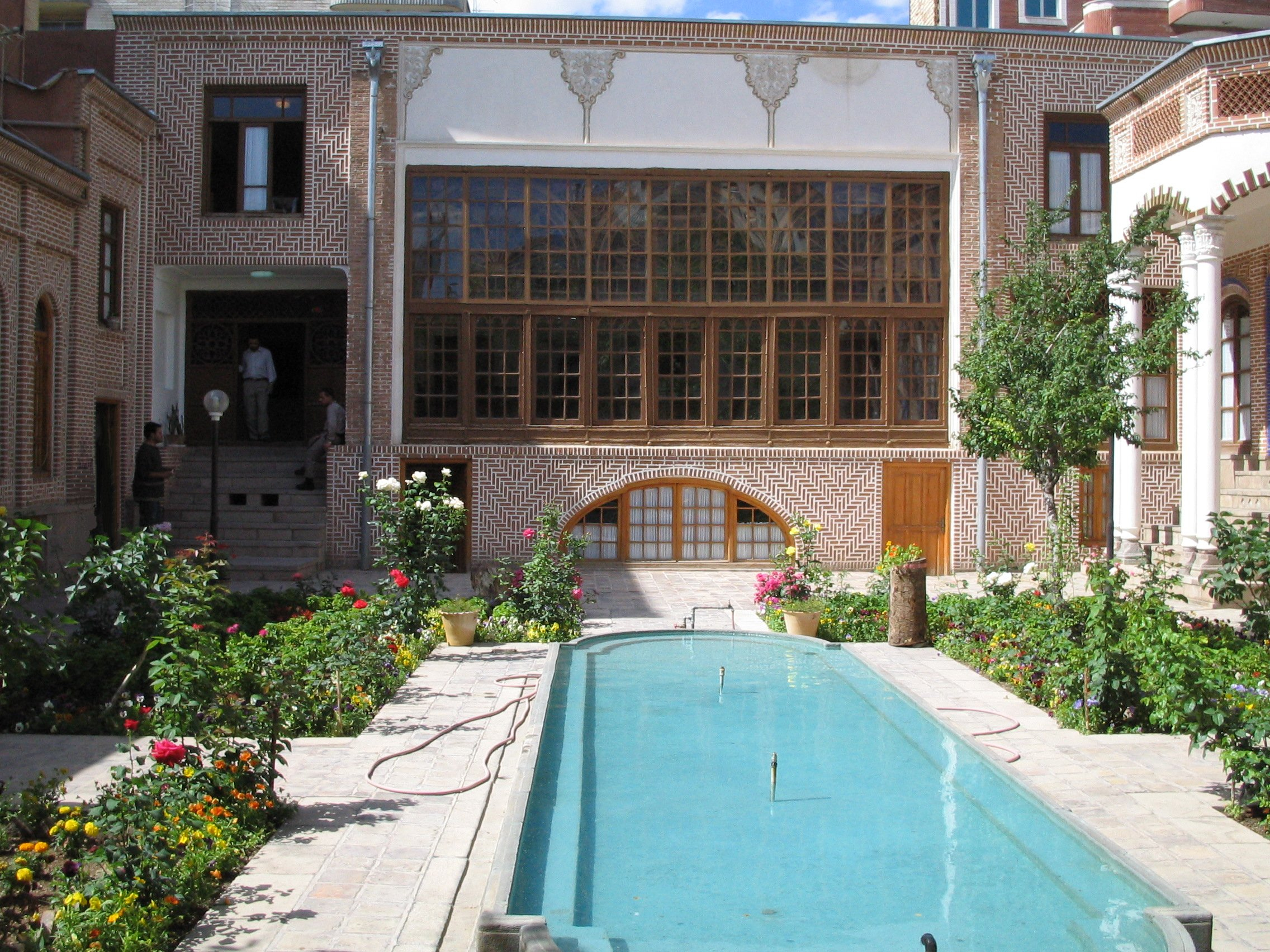
خانهٔ سلماسی (موزهٔ سنجش)
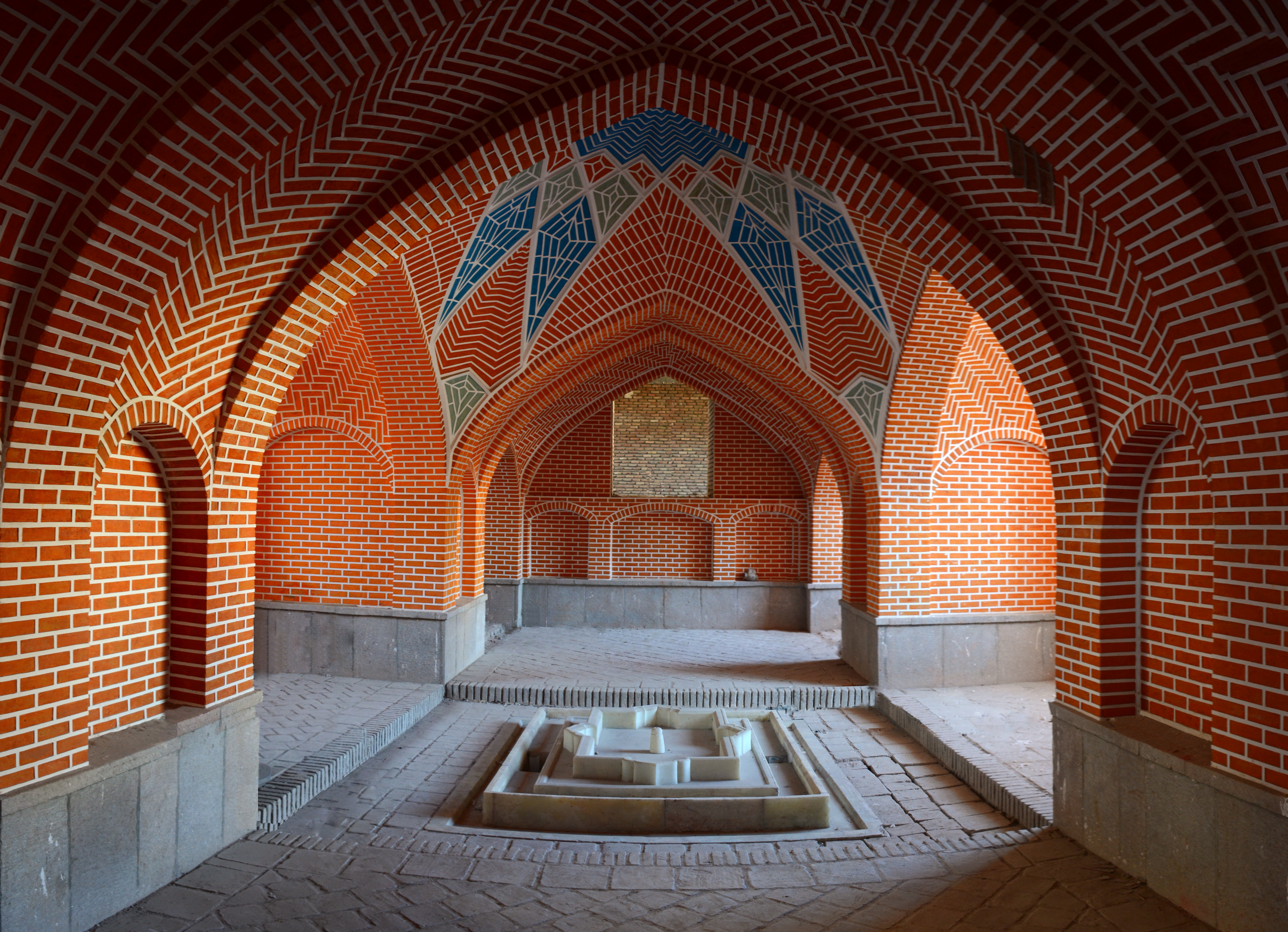
خانهٔ صدقیانی
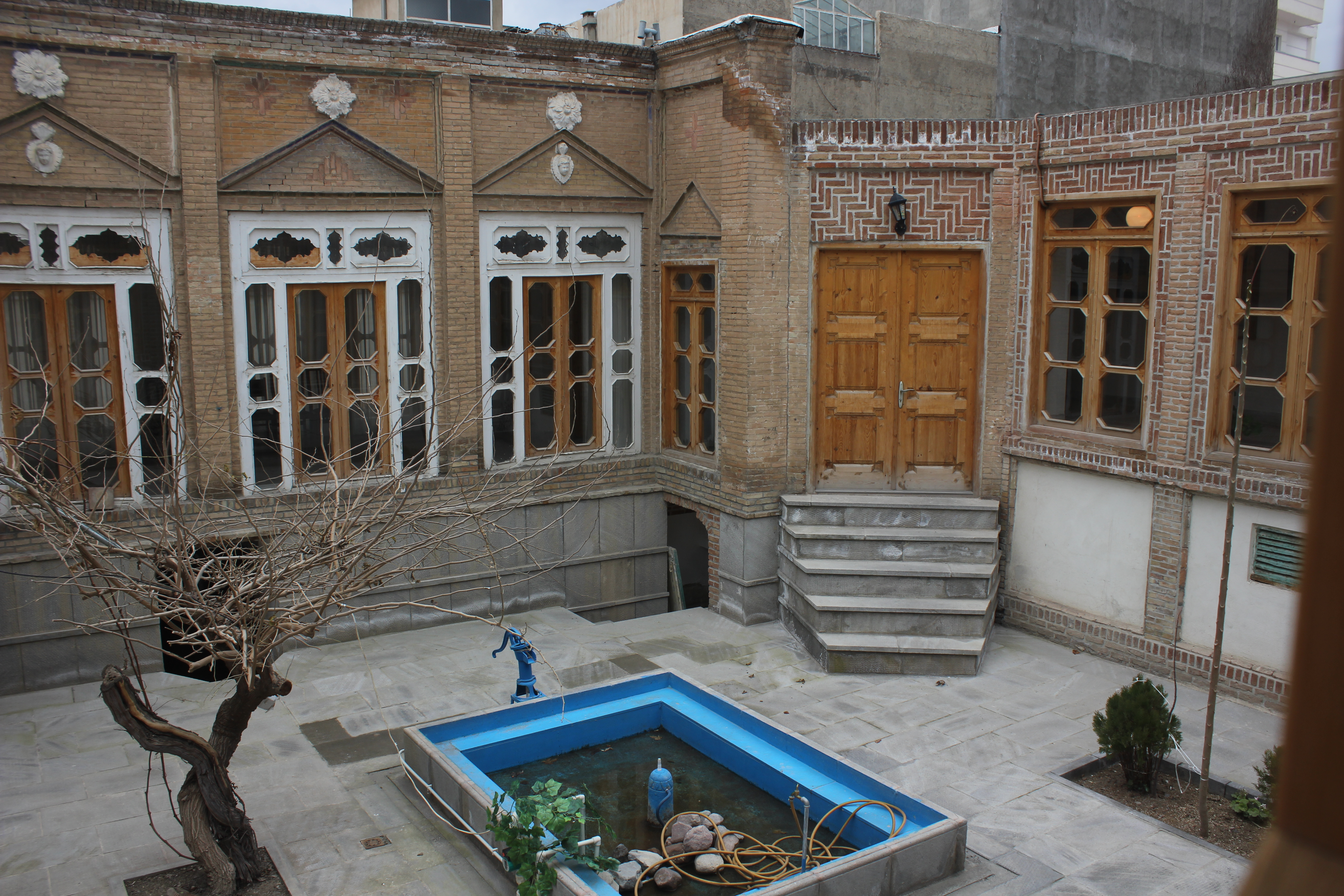
خانهٔ ختایی (خانهٔ هنرمندان)
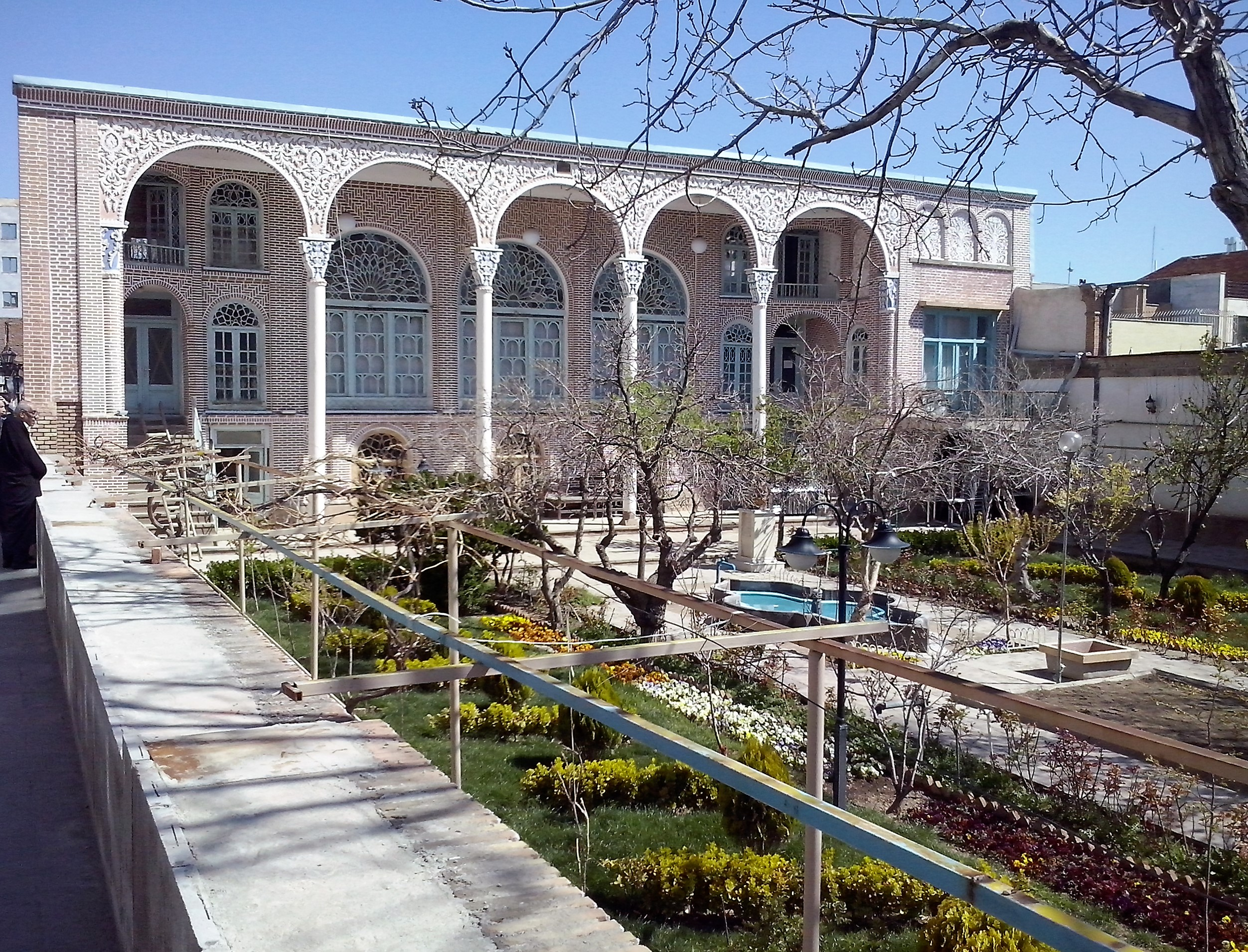
خانهٔ نیکدل
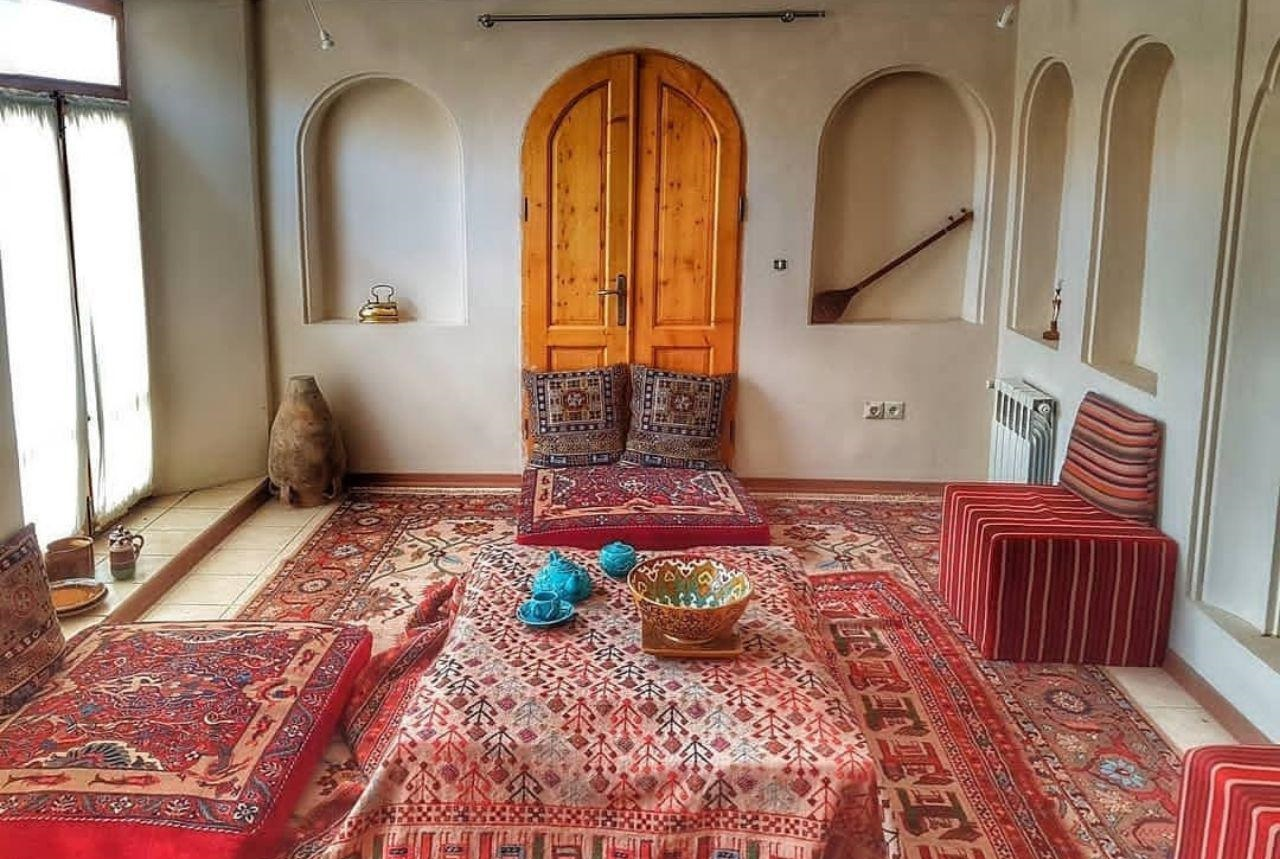
خانهٔ صلح‌جو

## منطقهٔ ۹ تبریز
منطقهٔ ۹ (خاوران) تبریز یکی از مناطق ده‌گانهٔ شهرداری تبریز است. تغییرات جمعیت این منطقه براساس سرشماری‌های اخیر مرکز آمار ایران به شرح زیر است:
| نام منطقه                                    | جمعیت (۱۳۸۵) | جمعیت (۱۳۹۰) | جمعیت (۱۳۹۵) |
| -------------------------------------------- | ------------ | ------------ | ------------ |
| منطقهٔ ۹ (خاوران) تبریز                       | –            | ۳۲۴          | ۶۳۴          |
| فتح‌آباد (الحاق به منطقهٔ ۹ تبریز در سال ۱۳۹۷) | ۱٬۶۱۰        | ۱٬۹۲۱        | ۱٬۶۱۶        |

محله‌های اصلی خاوران (منطقهٔ ۹) عبارتند از:
1. خاوران
2. فتح‌آباد

ادارات و سازمان‌های دولتی واقع در خاوران (منطقهٔ ۹) عبارتند از:
1. شهرداری منطقهٔ ۹

منطقهٔ ۹ در سال ۱۳۸۸ تأسیس شده است. این منطقه شامل شهرک خاوران و حوزه اطراف آن است.

## منطقهٔ ۱۰ تبریز
منطقهٔ ۱۰ (شمال) تبریز یکی از مناطق ده‌گانهٔ شهرداری تبریز است. تغییرات جمعیت این منطقه براساس سرشماری‌های اخیر مرکز آمار ایران به شرح زیر است:
| نام منطقه             | جمعیت (۱۳۸۵) | جمعیت (۱۳۹۰) | جمعیت (۱۳۹۵) |
| --------------------- | ------------ | ------------ | ------------ |
| منطقهٔ ۱۰ (شمال) تبریز | –            | ۱۹۴٬۵۶۴      | ۱۸۷٬۹۵۸      |

محله‌های اصلی شمال تبریز (منطقهٔ ۱۰) عبارتند از:
1. ارم
2. جهودیلر
3. حسن‌آباد
4. خلیل‌آباد
5. سرخاب
6. شتربانی (دوه‌چی)
7. شربت‌زاده
8. ششگلان
9. علی‌نژاد
10. محمدیه
11. منبع

ادارات و سازمان‌های دولتی واقع در شمال تبریز (منطقهٔ ۱۰) عبارتند از:
1. سازمان صنعت، معدن و تجارت استان
2. شهرداری منطقهٔ ۱۰

منطقهٔ ۱۰ در سال ۱۳۸۸ تأسیس شده است.